# Sanctanus marginellus
Sanctanus marginellus är en insektsart som beskrevs av Delong och Hershberger 1946. Sanctanus marginellus ingår i släktet Sanctanus och familjen dvärgstritar. Inga underarter finns listade i Catalogue of Life.